# La Circe
La Circe és una òpera en tres actes composta per Domenico Cimarosa sobre un llibret italià de Domenico Perelli. S'estrenà a La Scala de Milà el carnestoltes de 1783.